# Jeffrey Katzenberg
Jeffrey Katzenberg (Nueva York; 21 de diciembre de 1950) es un productor estadounidense principalmente conocido por haber fundado DreamWorks ─junto con Steven Spielberg y David Geffen─, en donde desempeña el cargo de director ejecutivo. 
Inicialmente, trabajaba como presidente de Walt Disney Animation Studios. Tras su despido en 1994, Katzenberg coincidió con Spielberg y Geffen en la creación de un nuevo estudio de cine, que más tarde sería Dreamworks. Desde entonces, ha estado relacionado con numerosos filmes animados de dicha empresa, tales como Shrek, El espantatiburones, Madagascar, Vecinos invasores, Bee Movie, Kung Fu Panda y Monsters vs Aliens .

## Trayectoria

### Paramount Pictures
La trayectoria inicial de Katzenberg fue dentro de Paramount Pictures, específicamente como asistente de Barry Diller, director ejecutivo de Paramount Pictures. En 1975 fue movido de puesto al departamento de marketing, para luego ocuparse de lo propio en la división televisiva de la empresa, donde su primera asignación fue "revivir" la franquicia Star Trek. Su desempeño en Star Trek: La película logró ser del agrado de Paramount, por lo que continuaría siendo empleado hasta lograr convertirse en Presidente de Producción, bajo la supervisión del jefe de operaciones Michael Eisner.

### The Walt Disney Company
En 1984, Eisner se convirtió en director ejecutivo de The Walt Disney Company. Eisner contrató a Katzenberg para dejarlo a cargo de las divisiones cinematográficas de la empresa, incluyendo su unidad lineal de animación. Como el responsable de esas áreas, Katzenberg fue responsable de algunas de las películas animadas de Disney más aclamadas por la crítica especializada. Entre ellas destacan ¿Quién engañó a Roger Rabbit? (1988), La sirenita (1989), La bella y la bestia (1991; la primera película animada en ser nominada a mejor película en los premios Óscar), Aladdín (1992) y El Rey León (1994). Además, fue uno de los responsables de haber establecido la alianza entre Pixar y Disney, así como de la adquisición de Miramax. Cuando el sucesor en línea de Eisner, Frank Wells, murió en 1994, Eisner rehusó promover a Katzenberg hacia el puesto vacante (presidente de la división de animación). Aunque Katzenberg intentaría conseguir su ascenso, este le fue negado rotúndamente por Eisner. A consecuencia de lo anterior, Katzenberg demandó a Disney con el fin de «obtener lo que merecía», que finalmente terminó con la resolución a su favor. Así, Disney debió pagarle $280 millones.

### DreamWorks
En octubre de 1994, Katzenberg fundó Dreamworks junto a Steven Spielberg y David Geffen. Desde entonces, ha obtenido un patrimonio estimado en $800 millones, de acuerdo a la revista de negocios Forbes. En su trayectoria como director ejecutivo de su propia empresa, destaca su labor como productor ejecutivo de El príncipe de Egipto, Joseph: King of Dreams, Spirit: el corcel indomable y Shrek. 
Sin embargo, y a pesar del éxito financiero de Dreamworks, existen varios proyectos que han arriesgado la solvencia de la empresa. Por ejemplo, los planes de un estudio/campus en una playa latinoaméricana fueron rechazados, mientras que la subsidiaria encargada de producir videojuegos fue vendida. En entrevistas más recientes, Geffen (uno de los fundadores de Dreamworks) ha admitido que la empresa estuvo muy cerca de declararse en quiebra, por lo menos en dos ocasiones. Algunas de las posibles razones fueron las pérdidas generadas por la película Simbad: La leyenda de los siete mares así como la sobrevalorada demanda del formato DVD para Shrek 2. 
En 2004, la unidad Dreamworks Animation (DWA) se separó de la empresa matriz, consolidándose como empresa privada con un elevado nivel de prosperidad financiera. Mientras tanto, la subsidiaria Dreamworks Pictures fue vendida a Viacom en septiembre de 2005.

## Premios y nominaciones
Premios Óscar
| Año  | Categoría                        | Trabajo nominado            | Resultado |
| ---- | -------------------------------- | --------------------------- | --------- |
| 2003 | Mejor película de animación      | Spirit: el corcel indomable | Candidato |
| 2013 | Premio Humanitario Jean Hersholt | -                           | Ganador   |

Festival Internacional de Cine de Cannes
| Año  | Categoría                | Resultado |
| ---- | ------------------------ | --------- |
| 2017 | Palma de Oro Honorífica. | Ganador   |